# Theological Studies
Theological Studies est une revue scientifique de théologie chrétienne trimestrielle publiée par des membres de la Compagnie de Jésus aux États-Unis et Canada. Fondée en 1940 la revue anglophone elle promeut la recherche dans toutes les disciplines théologiques qui approfondissent la réflexion sur la foi chrétienne. Longtemps éditée par John Courtney Murray elle est aujourd'hui dirigée par le père Paul G. Crowley de l'université Santa Clara (Californie).